# Asclerocheilus ashworthi
Asclerocheilus ashworthi är en ringmaskart som beskrevs av Blake 1981. Asclerocheilus ashworthi ingår i släktet Asclerocheilus och familjen Scalibregmatidae. Inga underarter finns listade i Catalogue of Life.